# UTC−11:00

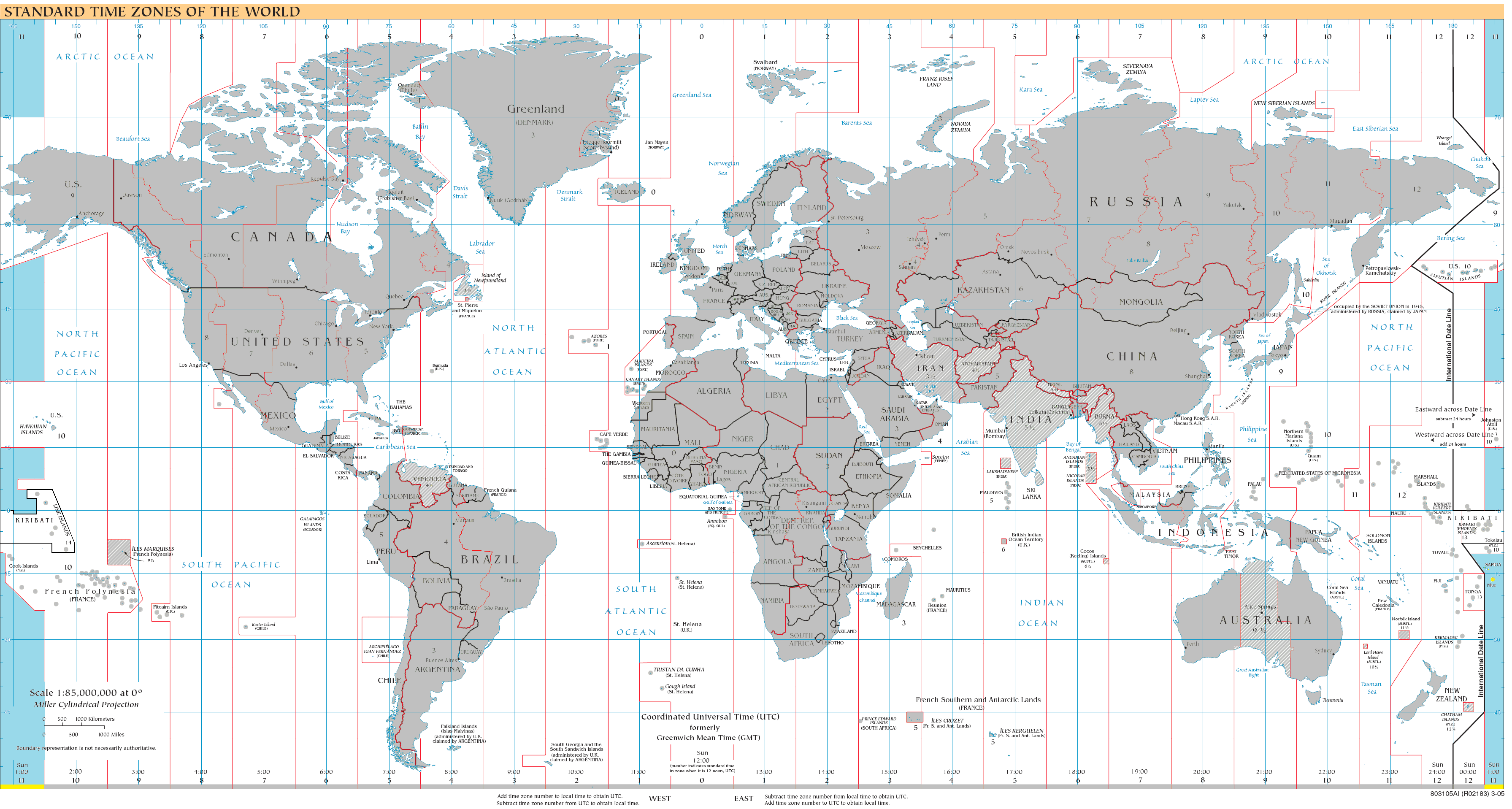
UTC-11:Blau (desembre), taronja (juny), groc (l'any sencer), blau clar (àrees marines)

UTC−11:00 és una zona horària d'UTC amb 11 hores de retard del UTC. El seu codi DTG és X – X-ray. La diferència de temps entre l'hora UTC-11:00 i UTC+13:00 és exactament de 24 hores. Per tant, les dues zones horàries tenen la mateixa hora, però hi ha un dia de diferència.

## Zones horàries
- West Samoa Time (WST)
- West Samoa Summer Time (WSST)
- Niue Time (NUT)

## Franges

### Temps estàndard (l'any sencer)
- Niue
- Samoa Americana
- Estats Units
  - Atol Midway
  - Illa Jarvis, Escull Kingman i Atol Palmyra (Illes deshabitades)

### Temps estàndard (hivern a l'hemisferi sud)
Aquestes zones utilitzen el UTC-11:00 a l'hivern i el UTC-10:00 a l'estiu:
- Samoa  Per primer cop el 26 de setembre del 2010 va haver canvi a l'horari d'estiu (UTC -10:00).[1] A partir del 29 de desembre del 2011 al fus horari passa de UTC-11:00 a UTC+13:00[2]

## Geografia
UTC-11 és la zona horària nàutica que comprèn l'alta mar entre 157.5°O i 172.5°O de longitud.

## Història
Abans les illes Fènix (república de Kiribati) estaven el fus horari d'UTC-11:00 però el 31 de desembre de 1994 va passar el UTC+13:00.